# Успение Богородично (Галатища)
Вижте пояснителната страница за други значения на Успение Богородично.
„Успение на Пресвета Богородица“ (на гръцки: Κοιμήσεως Θεοτόκου) е православна църква в паланката Галатища, Халкидики, Гърция, част от Йерисовската, Светогорска и Ардамерска епархия. 
Църквата е построена в 1835 година и е енорийски храм. Представлява базилика с размери 31 на 14 метра с купол. Има мраморен владишки трон и света трапеца и резбован дървен иконостас. Църквата има стенописи в олтарната апсида и проскомидията, както и ценни икони от XIX век. Храмът притежава икони от майстори от Галатищката художествена школа. Иконите „Света Богородица Животворящ източник“ (1860, „χειρ Γ.“), „Свети Трима Светители“ (1862, „χειρ Γεωργίου Α.“), „Исус Христос на кръста“ (1850, „χειρ Γ.“), царските двери (1853) и дверите на женската църква са дело на Георгиос Атанасиу. Иконите „Рождество Богородично“ (1847), подписана „Ιωάννου Παπαθαλασσίου Α“, „Свети Георги и Свети Димитър“ (1849), подписана „διά χειρός Ιωάννου παπα Θαλασσίου αναγνώ-στου“, „Света Троица“ (1851), подписана „διά χειρός Ιω Π΄Θαλασσίου“, „Свети Антоний и Свети Атанасий“ (1848), „Архангелски събор“ (1855) и „Въведение Богородично“, подписана „διά χειρός Ιωάννου Αναγνώστου“, са на Йоанис Папаталасиу.